# Heather Davis
Heather Davis, nekdanja kanadska veslačica, * 26. februar 1974, Vancouver.
S kanadskim osmercem je na Poletnih olimpijskih igrah 2000 v Sydneyju osvojila bron.